# Kłokowa (przystanek kolejowy)
Kłokowa – przystanek kolejowy w Świebodzinie-Kłokowej, w województwie małopolskim.

## Przypisy

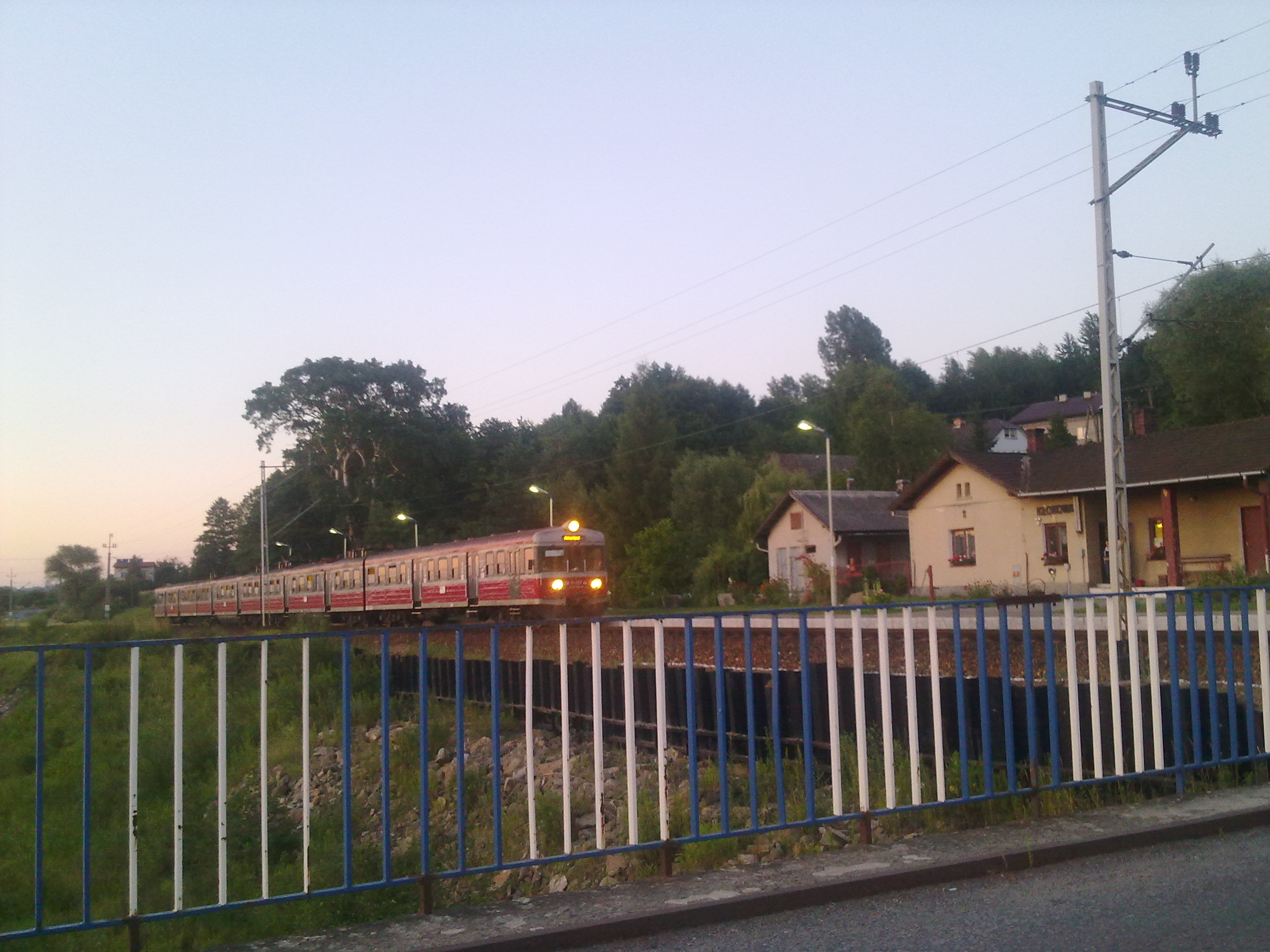
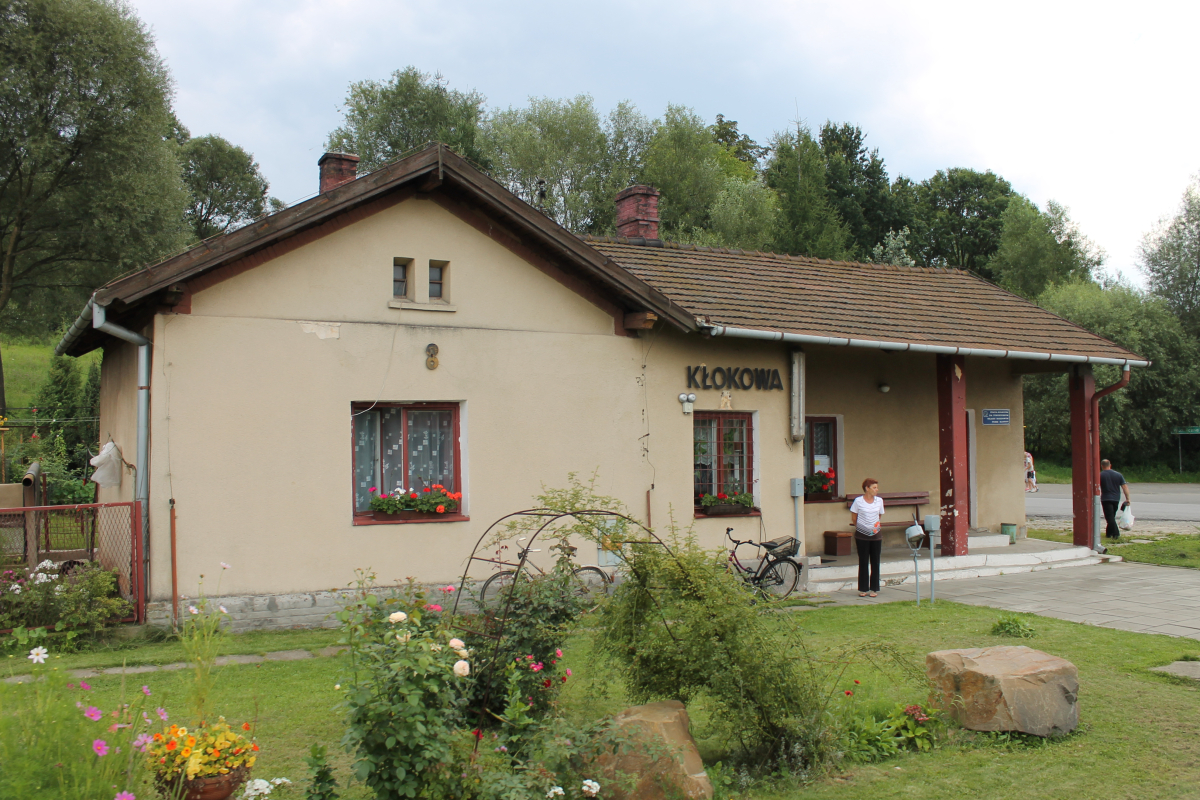

## Ruch pasażerski
| Rok  | Wymiana pasażerska na dobę |
| ---- | -------------------------- |
| 2017 | 10-19                      |
| 2022 | 10-19                      |